# Peruanus serricornis
Peruanus serricornis là một loài bọ cánh cứng trong họ Cerambycidae.